# Odpor prostředí
Odpor prostředí je soubor všech sil, kterými plyn nebo kapalina působí proti pohybu těles v něm. Odpor je způsoben třením, které vzniká při kontaktu tělesa a prostředí.
Protože pohyb je relativní, je jedno, jestli se těleso pohybuje v nehybném plynu nebo kapalině, nebo jestli je těleso v klidu a kolem něj proudí plyn nebo kapalina (v takovém případě se často hovoří o obtékání těles). Rozhodující je relativní rychlost mezi tělesem a tekutinou.
Síly, které v důsledku tření působí proti pohybu tělesa, se označují jako odporové síly. Odporová síla působí vždy proti směru relativního pohybu, tzn. těleso pohybující se v nehybné tekutině je zpomalováno, zatímco nehybné těleso v pohybující se tekutině je tekutinou urychlováno.
Např. odpor prostředí (odpor vzduchu) na Zemi způsobuje "rychlejší pád" těžších předmětů. Pokud však na tělesa působí pouze gravitace a žádný odpor prostředí, padají všechna stejnou rychlostí, což můžeme dokázat situací v prostředí bez odporu prostředí (např. vakuová komora nebo náš Měsíc), kde těžší i lehčí těleso dopadnou na vodorovný povrch ve stejnou chvíli, jsou-li upuštěna ze stejné výšky a ve stejnou dobu.

## d'Alembertův paradox
Lze dokázat, že při obtékání libovolného tělesa ideální tekutinou nebo při pohybu tělesa v klidné ideální tekutině nepůsobí na těleso odporová síla. Sledujeme-li např. pohyb koule v ideální tekutině, zjistíme, že proudové čáry jsou kolem tělesa rozloženy symetricky. Na zadní straně tělesa jsou proudnice stejně uspořádány jako na přední straně tělesa. Na základě této symetrie lze dokázat, že na těleso působí zepředu i zezadu stejná tlaková síla a výslednice působících sil je nulová. Závěr, že na těleso pohybující se ideální tekutinou nepůsobí odporová síla, je platný nejen pro kouli, ale pro těleso libovolného tvaru. Tento paradoxní teoretický jev bývá nazýván d'Alembertův paradox (d'Alembertovo paradoxon).

## Velikost odporové síly
Při pohybu tělesa ve viskózní kapalině klade proudící kapalina odpor proti pohybu tělesa. Při nízkých rychlostech je těleso obtékané laminárně a odporová síla považována za přímo úměrnou rychlosti pohybu. Při vyšších rychlostech je proudění turbulentní a odporovou sílu obvykle považujeme za úměrnou druhé mocnině rychlosti. Při nadzvukové rychlosti vzniká rázová vlna a odporová síla je úměrná třetí mocnině rychlosti.
Příkladem může být pomalý pohyb koule v nekonečném prostředí. Pokud můžeme proudění kolem koule považovat za laminární, tzn. při nevelkých rychlostech, pak platí Stokesův vztah pro odporovou sílu
{\displaystyle F=6\pi \eta rv\,},
kde {\displaystyle \eta } je dynamická viskozita, {\displaystyle r} označuje poloměr pohybující se koule a {\displaystyle v} je rychlost pohybu koule. Zobecněním na libovolný tvar pohybujícího se tělesa získá tento vztah tvar
{\displaystyle F=k\eta lv\,},
kde {\displaystyle k} je konstanta úměrnosti, {\displaystyle \eta } je dynamická viskozita, {\displaystyle l} je charakteristický rozměr tělesa a {\displaystyle v} je rychlost pohybu.
Jiným příkladem může být pohyb čtvercové desky vyšší rychlostí, která je orientovaná kolmo na směr pohybu. Tato deska před sebou musí odsouvat tekutinu, která jí brání v pohybu. Pokud má deska plochu o obsahu {\displaystyle S} a pohybuje se rychlostí o velikosti {\displaystyle v} tekutinou o hustotě {\displaystyle \rho }, urazí za čas {\displaystyle t} vzdálenost {\displaystyle l=vt} a hmotnost tekutiny odtlačené deskou za čas t bude {\displaystyle \rho lS}. Práce za čas {\displaystyle t}, která je nutná k překonání odporové síly, musí být rovna kinetické energii tekutiny, která byla pohybem desky uvedena do pohybu, tzn. {\displaystyle Fl={\frac {1}{2}}\rho lSv^{2}}, odkud pro odporovou sílu dostaneme
{\displaystyle F={\frac {1}{2}}\rho Sv^{2}}.
Tento vztah bývá nazýván Newtonovým zákonem odporu. Zobecnění na těleso libovolného tvaru se provádí zavedením činitele odporu {\displaystyle C_{x}}, který zohledňuje tvar a kvalitu povrchu tělesa a stanovuje se experimentálně. Předchozí vztah pak zapisujeme ve tvaru
{\displaystyle F={\frac {1}{2}}C_{x}\rho Sv^{2}}.
Pohybuje-li se tekutinou nesymetrické těleso, vzniká kromě odporu působícího proti pohybu také síla, která působí kolmo na směr pohybu. Taková síla se označuje jako dynamický vztlak.
Vliv stlačitelnosti se výrazněji projevuje teprve při vyšších rychlostech, a to především tak, že dochází ke zvětšování tlakových rozdílů kolem obtékaného profilu.

## Machovo číslo
Ve stlačitelné neviskózní kapalině má při srovnávání podobnosti dvou proudění podobnou úlohu jako Reynoldsovo číslo (u viskózních kapalin) tzv. Machovo číslo.
Podle velikosti Machova čísla dělíme proudění (resp. obtékání) na
- podzvukové (subsonické) pro {\displaystyle M<1}
- zvukové (sonické) pro {\displaystyle M=1}
- nadzvukové (supersonické) pro {\displaystyle M>1}

Proudění s Machovým číslem blízkým jedné bývá nazýváno transsonické.